# ساموئل رابین (کشتی‌گیر)
ساموئل رابین (انگلیسی: Samuel Rabin; ۲۰ ژوئن ۱۹۰۳ – ۲۰ دسامبر ۱۹۹۱) کشتی‌گیر، خواننده و مجسمه‌ساز اهل بریتانیا بود.